# St. Dionysius (Kleinbrach)

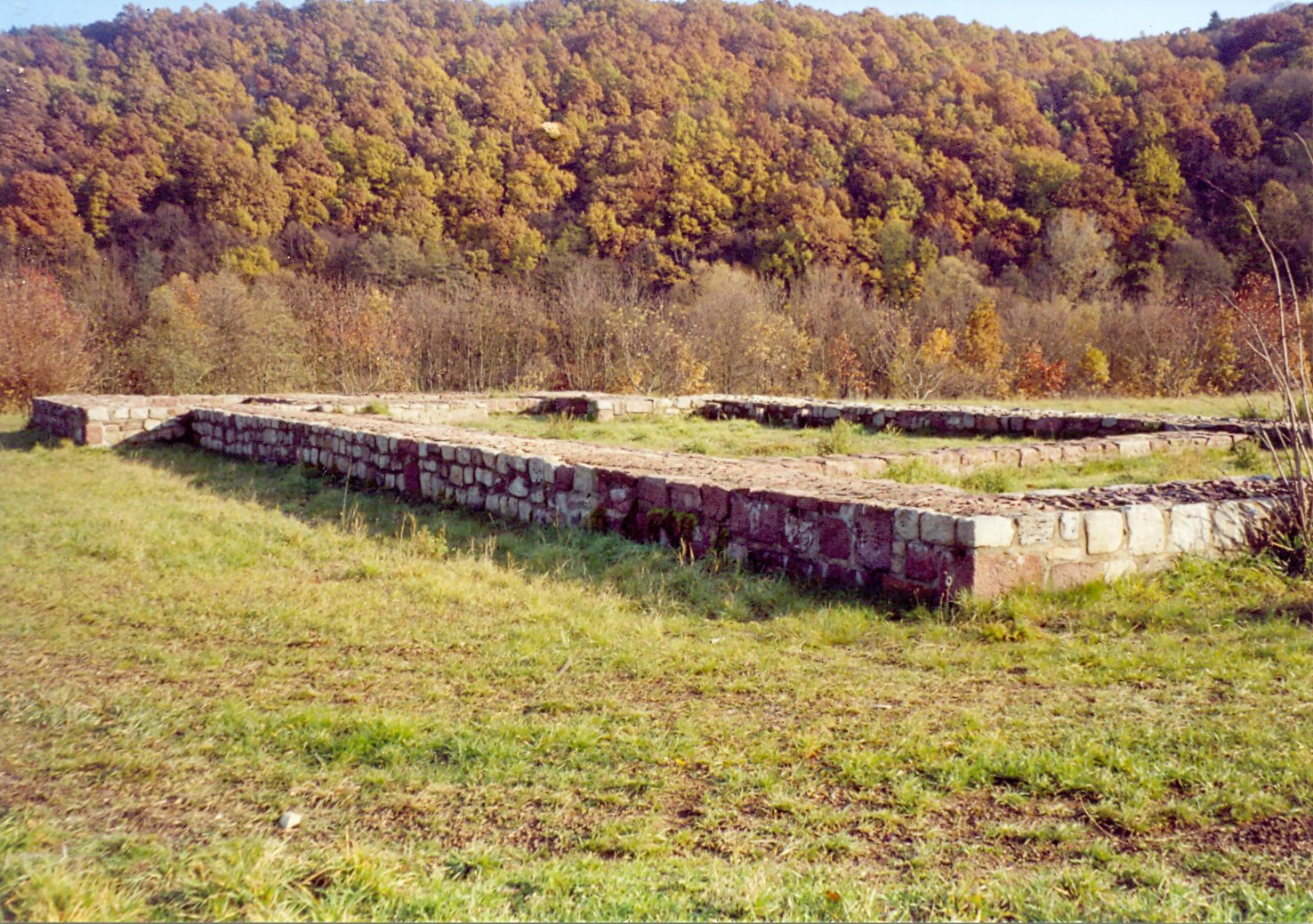
St. Dionysius, Blick nach Südost

Die Kirchenwüstung St. Dionysius befindet sich in einer Schleife der Fränkischen Saale beim unterfränkischen Kleinbrach, einem Stadtteil der bayerischen Kurstadt Bad Kissingen im Landkreis Bad Kissingen.

## Geschichte
Am Standort des St.-Dionysius-Klösterchens befand sich wahrscheinlich das Kloster Brachau (vmtl. von brache Au), wohl ein kleines Benediktinerkloster (monasteriolum), das für das Jahr 823 im Zusammenhang mit der Schenkung eines Wigbrahts seiner Salzquellen an das Kloster Fulda belegt ist und möglicherweise mit der Salzgewinnung befasst war. Für das 14. Jahrhundert ist eine Kirche St. Dionysius belegt, die zu Anfang oder am Ende des 16. Jahrhunderts aus nicht mehr rekonstruierbarem Anlass wüst geworden war. Die letzte datierte Nachricht über die Existenz der Kirche stammt aus dem Jahre 1503. Anno 1556 berichtet man von einem „Instrumentum über den Ablass St. Dionysii - Bruder zu St. Dionysien“. Für das Jahr 1845 ist an dieser Stelle eine Ruine bezeugt, die innerhalb ihrer Mauern Spuren einer Kapelle aufwies. Die Kirche St. Dionysius hatte zwei Vorgängerbauten: So entstand bereits zur Zeit der Ersterwähnung im 8. Jahrhundert eine aus Holz gebaute Kirche; im Mittelalter entstand eine Kirche aus Stein, die mit einer Apsis versehen wurde.
Mit dem St. Dionysius-Kloster hat sich wohl als erster der Landrichter Johann Wilhelm Rost (1797–1855) heimatkundlich befasst. Rost war in Königshofen zunächst Aktuar und damit Stellvertreter des dortigen Landrichters. Im Jahr 1836 wurde er Landrichter in Münnerstadt und verstarb dort noch vor Eintritt seiner Pension an einem Magenleiden. Er hinterließ zwölf Kinder. Er hatte im Archiv des Historischen Vereins von Unterfranken und Aschaffenburg, 9. Band, 1. Heft, S. 146–153 den Artikel «Die alte Ruine zwischen Großenbrach und Kleinbrach königlichen Landgerichts Kissingen vom Landrichter Rost» verfasst, nachdem er von seinem Freund, dem Schweinfurter Fabrikanten Johann Christian Wilhelm Sattler (1784–1859), der im Jahr 1829 eine Steingutfabrikation auf Schloss Aschach eingerichtet hatte, einen Hinweis auf das St. Dionysius-Klosters erhalten hatte. Sattler forschte für Ludwig Bechstein im Raum Kissingen und Aschach nach Volkssagen und hatte von seinem Sohn Carl einen Hinweis auf ein „Jungfrauen-Kloster“ erhalten, woraufhin er im Hochsommer 1845 die Ruine des St. Dionysius-Klosters besuchte.
Im November 1936 nahmen zwei Kleinbracher Bürger, der Badediener Alfred Kirchner und der Koch Hugo Olraun, private Ausgrabungen beim Dionysius-Klösterchen vor und fanden ein Skelett, dessen Schädel sie mitnahmen. Die vom Kleinbracher Bürgermeister Egon Schlereth informierte Polizei schaltete die Würzburger Zweigstelle des Bayerischen Landesamtes für Denkmalpflege ein. Alfred Kirchner gab an, er hätte schneller sein wollen als die Gemeinde Kleinbrach, die, wie er erfahren habe, Ausgrabungen am Kloster geplant hatte. Er und Hugo Olraun hätten den eventuellen Fund einer unterirdischen Gang- bzw. Gewölbeanlage melden wollen, über die Bezirksschulrat Nikola in der Heimattreue berichtet hatte. Max von Freeden, zuständiger Sachbearbeiter des Bayerischen Landesamtes für Denkmalpflege, empfahl die Bestattung des Schädels; diese erfolgte im Januar 1937 auf dem Bad Kissinger Kapellenfriedhof.
Im Jahr 1982 erschien der Artikel «Anmerkungen zum ‚monasteriolum‘ Brachau» (Versuch einer Bestandsaufnahme) in Ein Streifzug durch Frankens Vergangenheit - Bad Neustädter Beiträge zur Heimatkunde und Geschichte Frankens.
Archäologische Ausgrabungen durch das Bayerische Landesamt für Denkmalpflege in den Jahren 1989 bis 1991 belegten durch den Fund von 100 Skeletten die Existenz eines größeren Friedhofes; ferner konnten Pfostenstellungen einer einfachen hölzernen Saalkirche freigelegt werden. Der rekonstruierte Grundriss ist für die  Öffentlichkeit zugänglich.

## Sage
Nach einer im Jahr 1936 vom Großenbracher Lehrer Ebert notierten Sage sollen die Geister der Klostermönche den Schatz des Klosters bewacht und jeden bestraft haben, der nachts ihre Ruhe störte. Eines Tages wettete in der Spinnstube ein Mädchen trotz der Warnungen ihrer Freundinnen, nachts das Kloster aufzusuchen und zum Beweis Ofenkachel vom Kloster mitzubringen. Zu ihrem Schutz führte sie eine Schere, ein Zwirnknäuel und eine schwarze Katze mit sich. Plötzlich rief der Sage zufolge eine Stimme, dass man ihr ohne die Schere, das Zwirn und die Katze „den Hals umgebrochen“ hätte. Sie eilte nach Hause und konnte ihren Freundinnen die Kacheln zeigen, doch verschlechterte sich in der Folgezeit ihr Zustand, so dass sie noch im gleichen Jahr starb.